# Горшково (Костромська область)
Горшково (рос. Горшково) — присілок у Буйському районі Костромської області Російської Федерації.
Населення становить 48 осіб. Входить до складу муніципального утворення Центральне сільське поселення.

## Історія
У 1929-1936 роках населений пункт належав до Івановської промислової області. Відтак, до 1944 року в складі Івановської області.
Від 2004 року належить до муніципального утворення Центральне сільське поселення.

## Населення
| 2008 | 2010 | 2014 |
| ---- | ---- | ---- |
| 53   | ↘31  | ↗48  |